# Isola d’Asti
Isola d’Asti ist eine Gemeinde in der italienischen Provinz Asti (AT), Region Piemont.

## Lage und Einwohner
Isola d’Asti liegt 10 km südlich von der Provinzhauptstadt Asti entfernt. Das Gemeindegebiet umfasst eine Fläche von 13 km² und hat 1970 Einwohner (Stand 31. Dezember 2023). Zu den Ortsteilen (Frazioni) gehören Chiappa, Mongovone, Piano, Repergo und Villa.
Die Nachbargemeinden sind Antignano, Asti, Costigliole d’Asti, Mongardino, Montegrosso d’Asti, Revigliasco d’Asti und Vigliano d’Asti.

### Bevölkerungsentwicklung

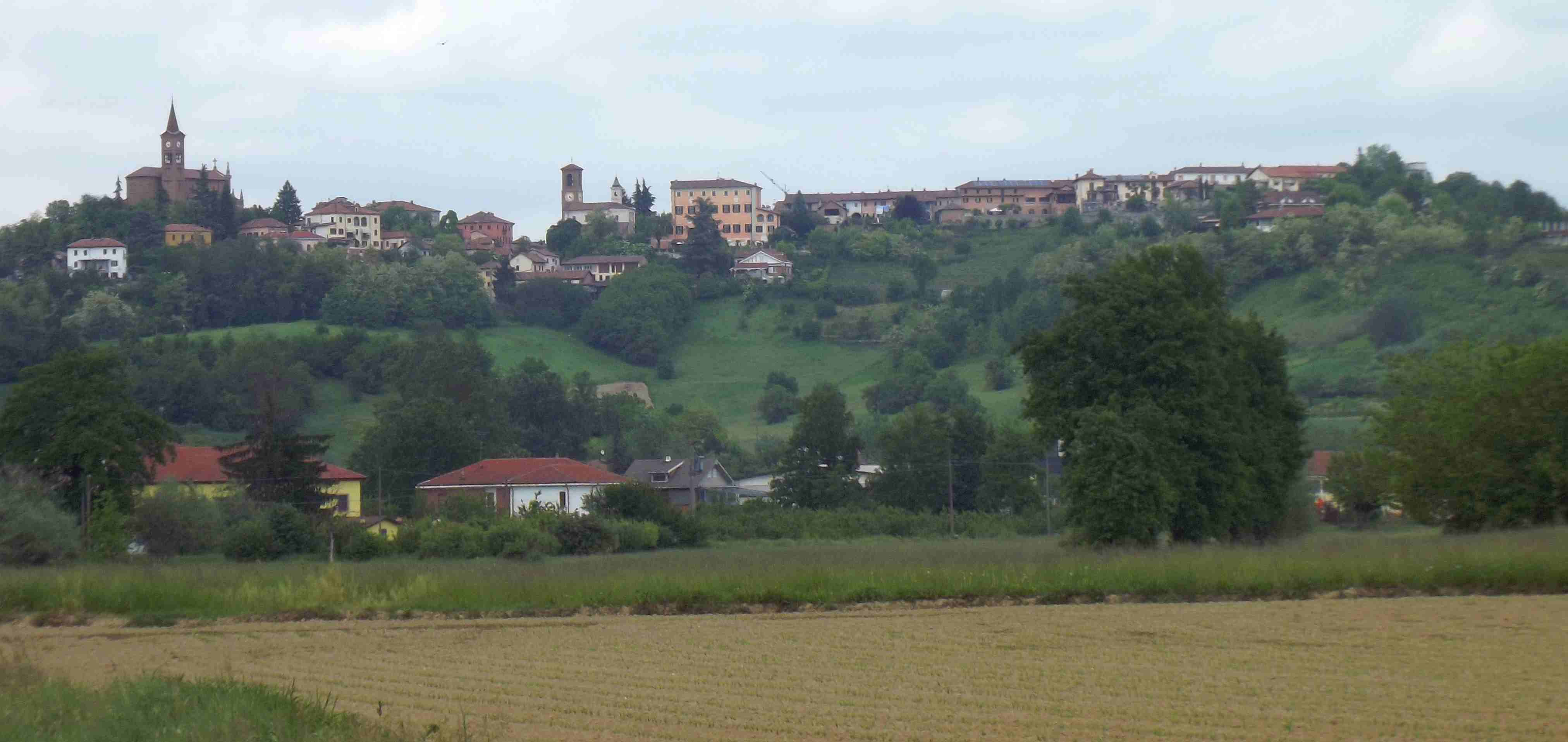
Panorama

## Kulinarische Spezialitäten

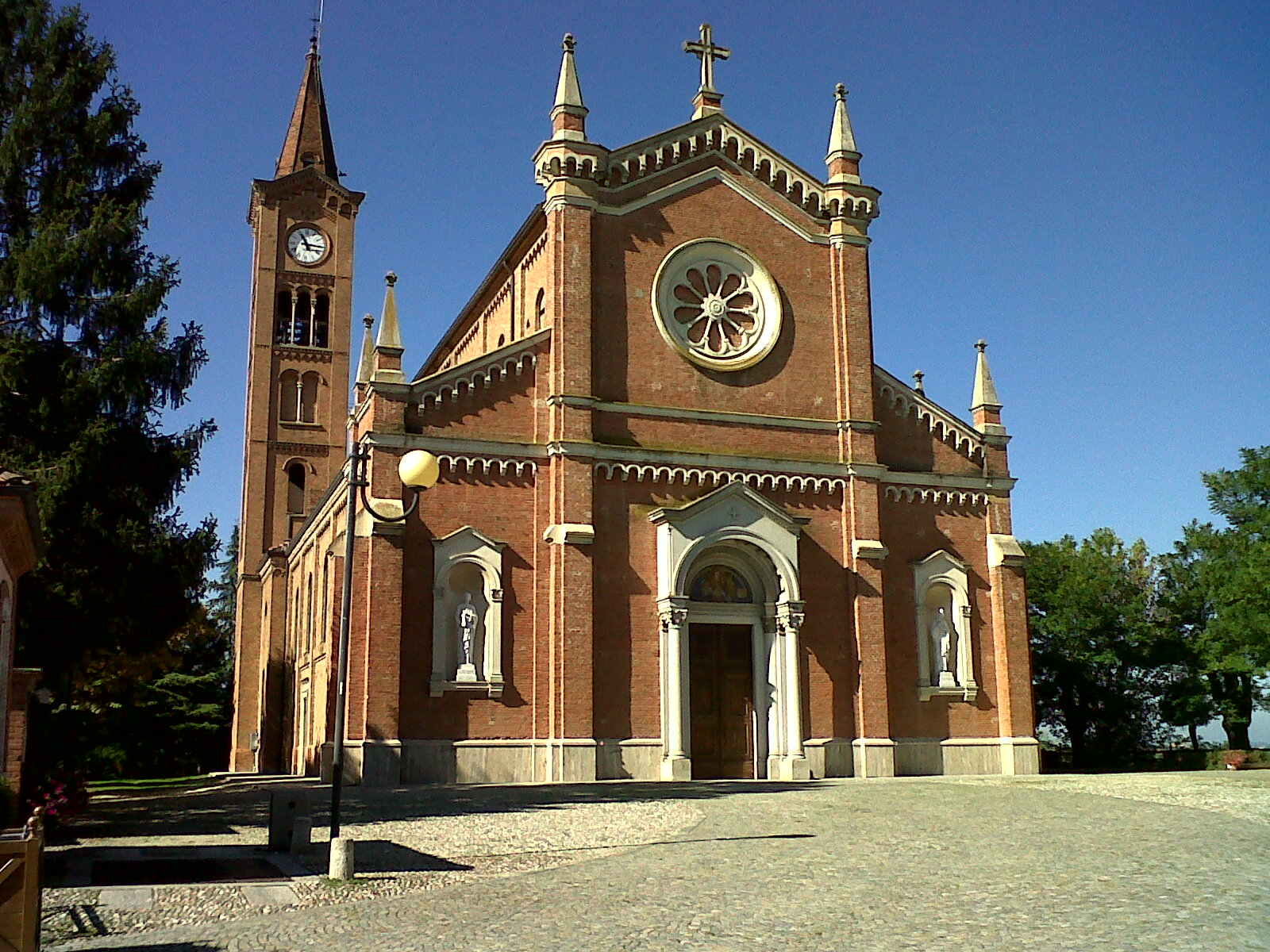
Kirche San Pietro

In Isola d’Asti werden Reben der Sorte Barbera für den Barbera d’Asti, einen Rotwein mit DOCG Status, sowie für den Barbera del Monferrato angebaut.

## Söhne und Töchter der Gemeinde
- Giuseppe Govone (1825–1872), General und Politiker
- Giovanni Sodano (1901–1991), italienischer Landwirt und Politiker
- Angelo Sodano (1927–2022), Kardinalstaatssekretär